# Kázsmárk
Kázsmárk é um município da Hungria, situado no condado de Borsod-Abaúj-Zemplén. Tem 12,48 km² de área e sua população em 2015 foi estimada em 984 habitantes.